# HMS Broadsword (F88)
La HMS Broadsword (F88) fue el primer buque de la primera serie de fragatas tipo 22 de la Royal Navy. Desde 1995 pertenece a la Marina de Brasil con el nombre de F Greenhalgh (F-46)
Fue hundido el 13 de septiembre de 2024 en ejercicios navales.

## Construcción
La Broadsword fue encargada el 8 de febrero de 1974 e iniciada el 7 de febrero de 1975 en Yarrow. Fue botada el 12 de mayo de 1976 y finalmente entregada el 3 de mayo de 1979.
Fue creada originalmente para reemplazar a las fragatas antisubmarinas Leander ampliamente vendidas alrededor del mundo. Su misión era operar entre Groenlandia, Islandia y Gran Bretaña contra los submarinos nucleares de gran capacidad soviéticos. Las Broadswords fueron producidas en tres lotes. El lote 1 (cuatro buques) eran esencialmente escoltas antisubmarinos con solo una defensa aérea cercana.

## Guerra de las Malvinas
El 21 de mayo de 1982 a las 10:35 horas un M-5 Dagger del Grupo 6 de Caza de la Fuerza Aérea Argentina atacó con fuego de cañón 30 mm a la fragata.
A las 14:40 horas otros dos M-5 Dagger de la misma brigada repitieron el ataque, causándole averías con impactos de cañón 30 mm.
El 25 de mayo de 1982, a unos veinticinco kilómetros al norte de la Estación Aeronaval Calderón, sobre mar abierto, navegaban el HMS Coventry y la HMS Broadsword. Entre ambos formaban un formidable sistema de caza de aviones, ya que combinaban misiles de largo alcance como el Sea Dart, con misiles de corto alcance y baja cota de utilización como el Sea Wolf, el que también tenía capacidad de actuar como misil antimisil. Además contaban con suficiente armamento del tipo defensivo (cañones de tiro rápido y ametralladoras de alta cadencia de fuego) como para asustar a cualquiera que quisiera atacarlas.
Confirmada la posición aproximada de los buques, se decide atacarlos. En principio se utilizarían dos escuadrillas de tres aviones cada una. (capitán Pablo Carballo y teniente Carlos Rinke y alférez Leonardo Carmona) recibió la orden de alistarse para salir después de la hora del almuerzo, despegando a las 14 horas con el indicativo vulcano. Antes de despegar, el Alférez Carmona anuncia problemas técnicos que lo dejan en tierra. La otra escuadrilla, (primer teniente Mariano Velasco, teniente Carlos Osses y alférez Jorge Barrionuevo con indicativo Zeus), despegan cinco minutos más tarde, Entraron en vuelo rasante al mar desde tierra, el Vulcano 2 volando aún más bajo que su jefe, que solo podía ver hacia delante a través del costado de la burbuja de su cabina. Ya tenían ante sí la pared de defensa que formaban los buques. Deciden atacar a la fragata y enfilaron hacia ella. Los radares de adquisición de blanco de los buques los iluminaban pero no podían fijarlos para lanzar el misil. Cuando por fin él Sea Wolf de la Broadsword adquiere el blanco, el sistema falla y obliga al personal a reiniciarlo, pero se queda sin tiempo para hacerlo.
A las 15:20 horas la escuadrilla Vulcano descarga una bombas sobre la fragata HMS Broadsword destruyendo a su helicóptero Sea Lynx con una bomba que cayó sobre su cubierta, rebotó y explotó en el mar, causando daños también al sistema eléctrico, hidráulico y de comunicaciones alojado debajo del helipuerto, Posteriormente fue alcanzado por una bomba MK83, que se recuperó a través de la cubierta para helicópteros y puso fuera de combate un helicóptero Lynx, antes de salir y la explosión sin causar daño. 
Los Zeus, (primer teniente Velasco y alférez Barrionuevo), siguiendo un recorrido final de ataque similar a vulcano, enfilan a la HMS Coventry, arrojan sus bombas y una de ellas (1000 libras) impacta en su estructura, explota y provoca su hundimiento en treinta minutos.
Finalizado el Ataque rescata a 170 miembros de la tripulación del HMS Coventry. Durante el ataque derribó uno M5 - Dagger de la Fuerza Aérea Argentina Grupo 6 y compartió un derribo junto a la HMS Antelope de un A-4C Skyhawk.

## Después de la guerra de las Malvinas

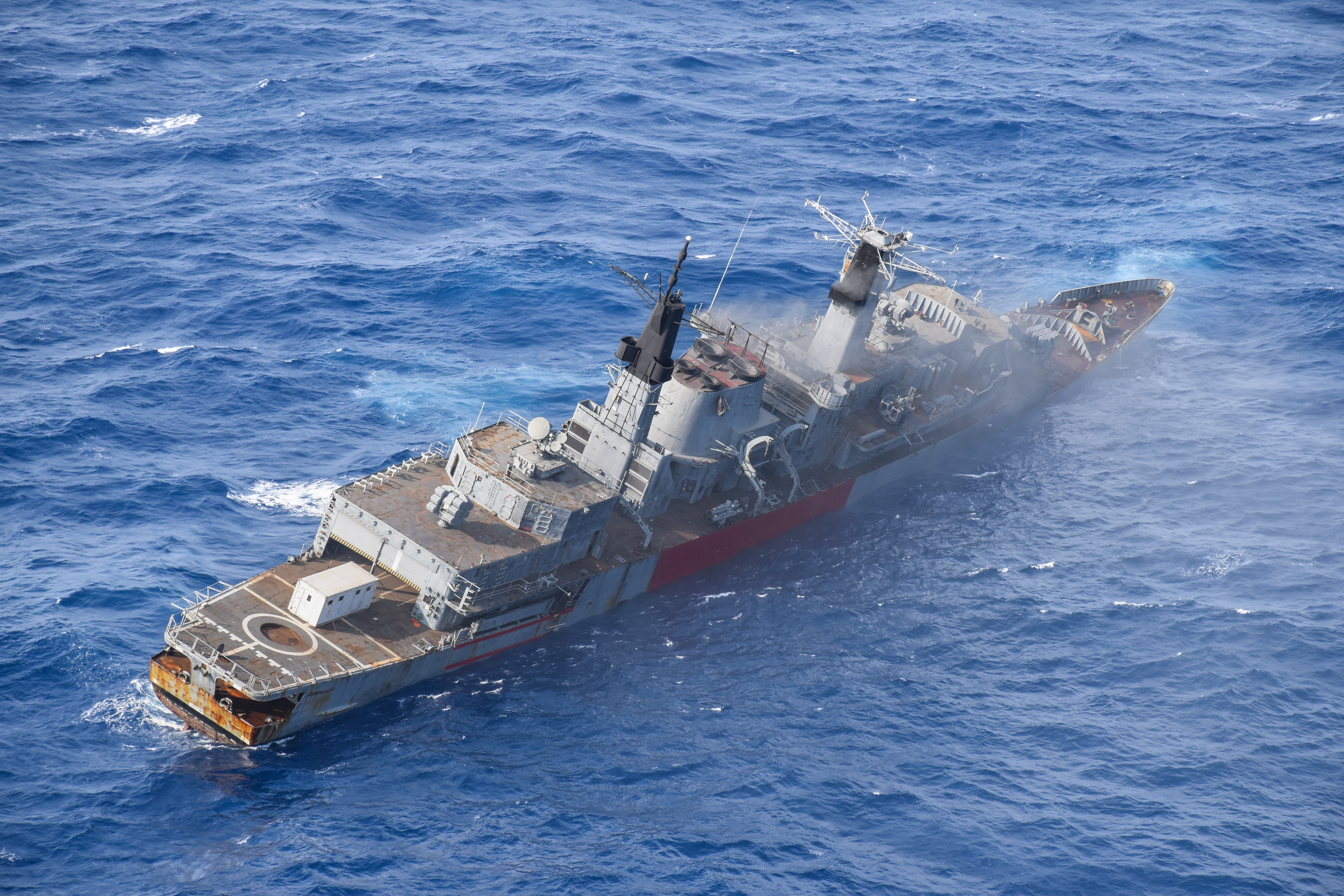
Greenhalgh, antes de hundirse como buque objetivo en el Océano Atlántico Sur en 2021.

En 1993, el HMS Broadsword tomó parte en la operación naval de apoyo Grapple en la antigua Yugoslavia en el Mar Adriático. tras finalizar su participación en dicha operación el 8 de julio de 1993, se produjo un incendio en la sala de máquinas auxiliares de popa. Esto resultó en la muerte de dos Tripulantes.

## Venta a Brasil
Fue dado de baja el 31 de marzo de 1995 y vendido a la Marina de Brasil el 30 de junio de 1995, donde fue renombrado Greenhalgh (F46).